# جیم میلیساولیویچ
جیم میلیساولیویچ (سیریلیک صربی: Драгољуб Милисављевић؛ ۱۵ آوریل ۱۹۵۱ – ۲۴ فوریهٔ ۲۰۲۲) بازیکن فوتبال صرب‌تبار اهل استرالیا بود.
وی عضو تیم ملی فوتبال استرالیا در جام جهانی فوتبال ۱۹۷۴ بوده‌است.